# As Misteriosas Cidades do Ouro (2012)
Les Mystérieuses Cités d'or (As Misteriosas Cidades do Ouro (título em Portugal) ) é uma série animada franco-belga-[Portugal|[portuguesa]] criada em 2012. Foi adaptada do romance The King’s Fifth (La Route de l’or) de Scott O’Dell, é seguida da versão As Misteriosas Cidades de Ouro de 1982.
Em Portugal a série estreou no Canal Panda no dia 14 de outubro de 2013.

## Enredo
Seis meses depois de descobrir a primeira cidade do ouro, e regressando para Barcelona, Esteban, Zia e Tao estão em busca das 6 cidades desaparecidas. A bordo de seu grande condor, eles embarcam para a Ásia, especialmente à China e Tibete.

## Personagens

### Protagonistas
- Esteban : Junto com Zia, é um dos filhos eleitos para levar as chaves das Cidades do Ouro sob a forma de um medalhão representando o sol. Foi criado em um mosteiro de Barcelona pelo Padre Rodriguez, que é chamado de o « Filho do Sol » por causa do poder que lhe foi atribuído para revelar a estrela do dia, que ele apresentou sem seus pais.
- Zia : A filha única do grupo. A jovem Inca que foi levada pelo comandante Francisco Pizarro em sua aldeia quando era criança. Ela cresceu na corte espanhola até Mendoza retira-lá para voltar e começar a conquistar as Cidades Misteriosas do Ouro.
- Tao : Descendente da civilização de Mu, ele cresceu sozinho numa ilha até que ele conheceu Esteban e Zia. Ele é o gênio da malta.
- Pichu : O papagaio companheiro de Tao, ele ainda serve de alarme e grita « alerta, alerta » sempre que um perigo se aproxima do grupo.
- Mendoza : Um personagem ambíguo, tanto quanto excluído da primeira temporada, mas que, no entanto, mostra paternidade às crianças, principalmente à Esteban.
- Pedro e Sancho :  Os filhos de Mendoza, Eles são estudantes desastrados e desajeitados.
- Zhi : O jovem chinês que vive em uma aldeia perto do Rio Li. Com Yang-Yang seu panda brincalhão, ele conheceu Zia, que cai sob seu feitiço, em uma caverna misteriosa que contém um dos enigmas da civilização de Mu.
- Ambrosius : Apelidado de « o alquimista», ele acredita que o conhecimento da civilização Mu pode melhorar o mundo e a condição humana.
- Yung Chung De: O Grão-Mestre do Templo do Renascimento, em Pequim. Um conhecido do pai de Esteban.
- Athanaos: Anteriormente conhecido como o Profeta viajante, é o pai de Esteban, o Sumo Sacerdote da primeira Cidade do Ouro. Morou na China, onde ele mantinha vários amigos que Esteban e seus companheiros encontram em seu caminho. Ele é descendente de Atlantes.
- Tian Li: O monge de Shaolin, que sabe uma das línguas do povo de Mu. Ele decifra uma profecia descrevendo um grande perigo para os filhos eleitos, e segue-se a proteger o Tibete.

### Antagonistas
- Zarès : O personagem enigmático apelidado de o « Homem sem Rosto ». Ele trabalha para o soberano da Espanha, Charles Quint por vários anos e ninguém sabe sua verdadeira face oculta escondida por um capuz. Podemos ver que ele tem uma força incomum (ele quebrou um rifle com a força de um único braço); que mede um mínimo imponente 2 metros. Zarès é um homem sem piedade e está desesperado para saber o segredo das Cidades do Ouro para crimes. Alguns segredos importantes sobre a sua identidade e seus estratagemas será revelado nos últimos episódios da segunda temporada.
- Charles Quint : O Rei da Espanha e Imperador do Sacro Império Romano-Germânico, Zarès apoia na sua busca das Cidades do Ouro. Ele quer saber o segredo das Cidades do Ouro para impedir seu império afunda, como é continuamente atacado pela França e pelas revoltas dos Príncipes Protestantes do Sacro Império Romano-Germânico.
- Pang Zi : Comandante de uma horda de piratas do Rio Li, resgatando a aldeia miaos, ele acidentalmente descobre o Grande Condor.
- Le Balafré : Companheiro de cela de Mendoza, Sancho e Pedro, quando estavam confinados à prisão em Barcelona. É concedido sob o comando do Zarès.

## Ficha técnica
- Título original: Les Mystérieuses Cités d’or
- Realização: Jean-Luc François
- Bíblia Literária: Hadrien Soulez Larivière baseado nos personagens criados por Mitsuru Kaneko, Mitsuru Majima e Sôji Yoshikawa
- Cenário: Didier Lejeune (direcção da escrita) ; Nicolas Chrétien e Sylvie Rivière, Didier Lejeune, Éric-Paul Marais, Guillaume Mautalent e Sébastien Oursel, Hadrien Soulez Larivière
- Países:  França/ Bélgica/ Portugal
- Idioma: Francês/Português
- Número de episódios: 26 (1 temporada)
- Duração: 23 minutos.
- Data de estreia:
- Bélgica: 17 de novembro de 2012
- França:  9 de dezembro de 2012
- Canadá:  14 de dezembro de 2013
- Suíça : 29 de março de 2013
- Portugal: 14 de outubro de 2013
- Reino Unido: 9 de novembro de 2013

### Dublagem francesa
- Audrey Pic : Esteban
- Adeline Chetail : Zia
- Caroline Mozzone : Tao
- Bruno Magne : Mendoza
- Jérémy Prévost : Sancho / Pedro
- Martial Le Minoux : Pichu / O Profeta viajante
- Pierre-Alain de Garrigues : Zarès / Ambrosius
- Benjamin Bollen : Zhi
- Philippe Roullier : Charles Quint / o velho monge
- Véronique Desmadryl : Narradora
- Fanny Bloc : Petit Dragon (estudante de Shaolin no episódio 8 La Trahison)

Nota : Nenhum dos atores que dublaram a série de 1982 estiveram presentes nessa série.